# Logis du gouverneur de Saintes
Le logis du gouverneur est un monument de la ville de Saintes, dans le département français de la Charente-Maritime.

## Présentation

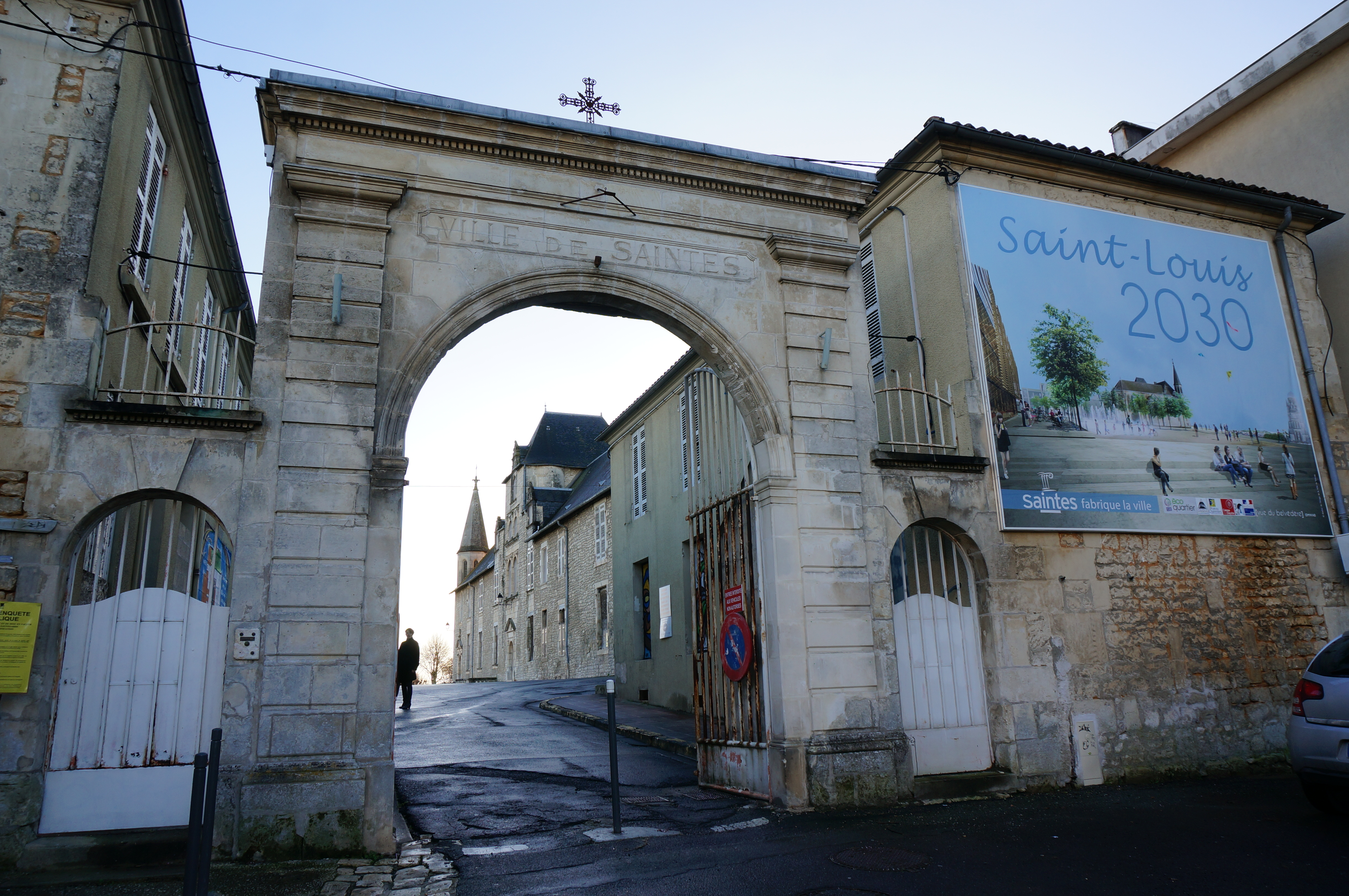
Entrée et reconversion Saint-Louis 2030.

Établi sur un éperon rocheux dominant l'ancien quartier épiscopal, la « colline du Capitole », il est l'unique vestige de la citadelle construite au XVIIe siècle par le gouverneur Louis de Pernes. Une aile latérale, édifiée au XIXe siècle, accueille l'église Saint-Louis.
Le logis du gouverneur est établi sur un site occupé depuis la plus haute Antiquité, probable emplacement de l'ancien forum romain, puis du château des comtes de Saintonge. Ce dernier est converti en une forteresse à l'époque médiévale, laquelle est tenue par les ducs d'Aquitaine, vassaux du roi d'Angleterre, puis par les représentants du roi de France à l'issue de la guerre de Cent Ans. Peu urbanisée, la colline accueille cependant à cette époque pas moins de trois édifices religieux : la chapelle Notre-Dame, desservant le château, la chapelle Saint-Frion et l'église Saint-Agnant, campée sur le bord méridional du plateau, en surplomb du faubourg Berthonnière.
À l'aube du XVIIe siècle, le château devenu obsolète est détruit et remplacé par une citadelle moderne, des travaux de terrassement bouleversant en profondeur la topographie du lieu. De larges fossés sont creusés à l'ouest, à l'emplacement de l'actuel cours Reverseau, précédant deux bastions (bastion Saint-Macoult et bastion des Carmélites) et une demi-lune. Au centre de ce complexe militaire préfigurant l'œuvre de Vauban est édifié un logis pour le gouverneur de la place, Louis de Pernes. Sa structure – corps de bâtiment longitudinal simple en profondeur – rappelle certains hôtels particuliers de la ville.
Pour autant, et alors qu'elle n'est achevée que depuis peu, le gouverneur reçoit du roi Louis XIII l'ordre de démanteler la citadelle, de crainte qu'elle ne serve de place-forte aux insurgés protestants. Seul échappent à la destruction, vers 1630, le logis du gouverneur et le bastion nord-est.

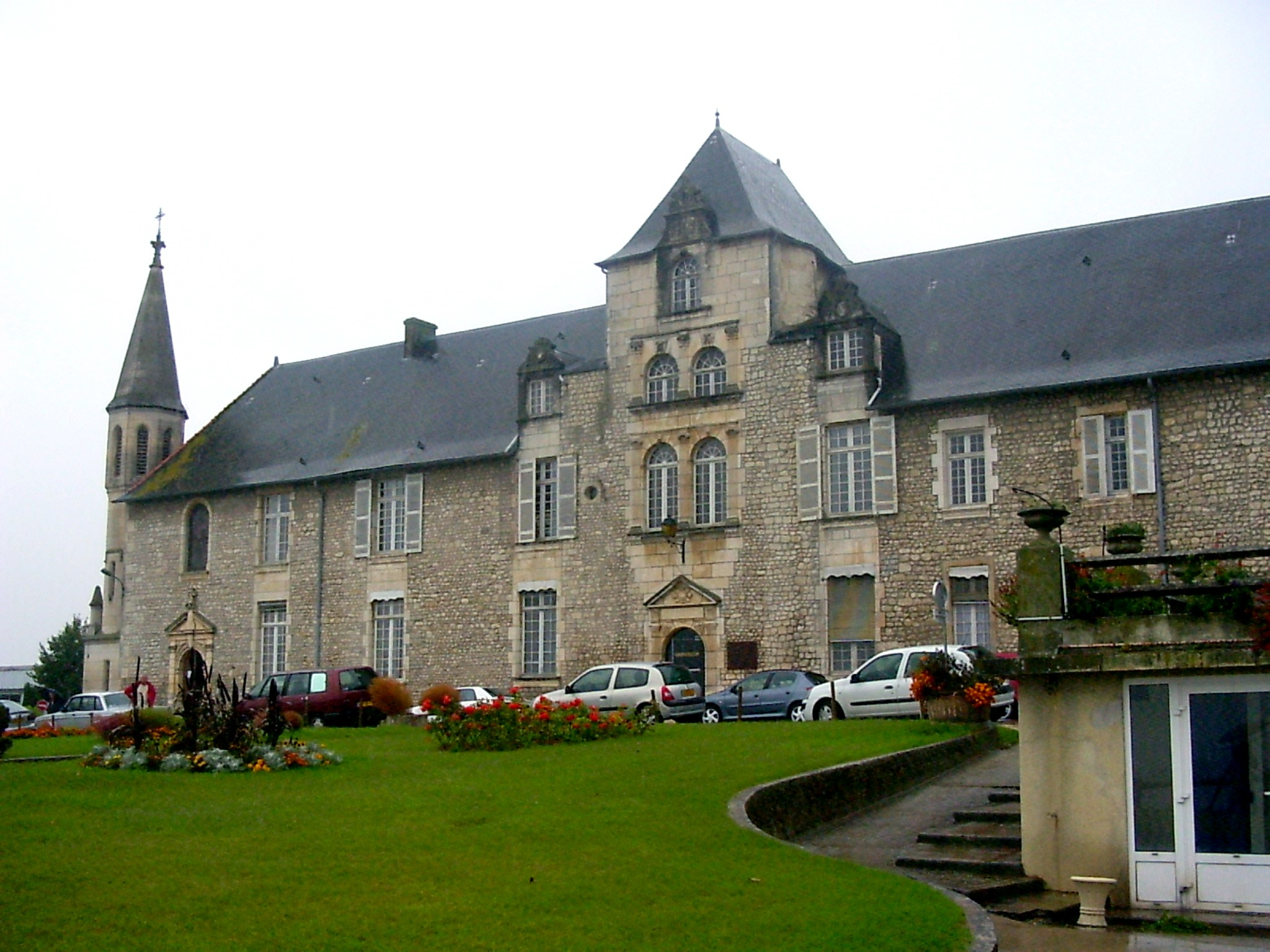
L'hôpital Saint-Louis.

Un couvent de carmélites est implanté dans la partie septentrionale de la colline, tandis que le logis du gouverneur est transformé en hospice sous le nom d'« hôpital général Louis-le-Grand » en 1656. Les locaux de l'hôpital Saint-Louis peuvent alors accueillir jusqu'à 150 malades et indigents. L'hôpital est confié aux Sœurs hospitalières de Sainte-Marthe puis par les Filles de la Sagesse. Cette vocation hospitalière se perpétue jusqu'en 2007, année qui voit l'inauguration d'un nouvel hôpital en périphérie et la transformation du site en friche hospitalière en attente de reconversion.
Les docteurs Marius Mauny (1893-) et Michel Guérive (1950-1977) se sont notamment succéder en tant que chirurgiens en chef de l'hôpital.
Le logis du gouverneur, édifice en pierre de taille coiffé d'une toiture indépendante en ardoise, est prolongé dans le courant du XIXe siècle par une aile latérale et par l'église Saint-Louis, réalisée en 1876 par l'architecte saintais Eustase Rullier.